# Rio Mucajaí
O rio Mucajaí é um rio brasileiro do estado de Roraima, afluente do rio Branco, cobrindo uma bacia hidrográfica de 21.602 km². Empresta seu nome ao município homônimo, cuja sede situa-se às margens do rio. Seu maior afluente é o rio Apiaú.
É cruzado por duas pontes rodoviárias:
- Ponte do Rio Mucajaí (BR-174)
- Ponte do Rio Mucajaí (RR-325)